# La casa de las siete tumbas
La casa de las siete tumbas es una película argentina de terror de 1982 dirigida por Pedro Stocki
y escrita por Atilio Polverini sobre el argumento de Polverini y Fernando Real. Es protagonizada por Soledad Silveyra, Miguel Ángel Solá, María Rosa Gallo y Cecilia Cenci. Fue filmada en Eastmancolor y se estrenó el 25 de marzo de 1982.

## Sinopsis
Clara y Cecilia, amigas desde la infancia, se reencuentran después de mucho tiempo. Poco después, Cecilia queda atrapada junto a su pareja, Armando, en una extraña y terrorífica mansión rural controlada por la misteriosa Azucena, quien aparentemente es una bruja con oscuros poderes. Dentro de ese lugar se producen macabros hechos que están relacionados con el pasado de Clara y Cecilia, y que parecen vislumbrar un desenlace inesperado.

## Reparto
Colaboraron en el filme los siguientes intérpretes:
- Soledad Silveyra … Clara
- Miguel Ángel Solá … Armando
- María Rosa Gallo … Azucena
- Cecilia Cenci … Cecilia
- Enrique Alonso … Peón
- Walter Soubrié … Ruperto
- Graciela Gramajo … Cuñada de Cecilia
- Juan Leyrado … Hermano de Cecilia
- María Leal … La boba
- Martín Coria
- María Florencia Torio
- Paula Fernanda Dougan
- Walter Balzarini
- Edgardo Nervi
- Mario Casado
- Ernesto Michel
- Héctor Doldi
- Mario Kohout
- Pedro Stocki … Marido de Clara en las fotos

## Recepción

### Crítica/Comentarios
La Prensa escribió: 

«Apelando excesivamente a una narración elíptica, la historia se torna poco clara.»

La Nación opinó: 

«Bajo un clima temeroso y angustiante...con bastante predilección por lo escatológico. El guion trata de crear terror en el espectador, pero la trama se diluye en una serie de situaciones incoherentes y se basa en personajes poco creíbles.»

Manrupe y Portela escriben: 

«Film confuso que aborda con trabas el género fantástico, poco frecuentado en el cine nacional.»

### Nominación
El filme fue seleccionado en 1983 por el Festival Internacional de Cine Fantástico de Oporto de 1983, más conocido como Fantasporto, para competir por el premio a la Mejor Película de Cine Fantástico (International Fantasy Film Award).